# Stiphoutse Bossen
De Stiphoutse Bossen is een Nederlands natuurgebied van 525 ha dat gelegen is op de grens van de drie gemeenten Helmond, Laarbeek en Nuenen, Gerwen en Nederwetten. Het wordt doorsneden door de Gerwenseweg (tussen Stiphout en Gerwen). 
Het bos is gelegen op de dekzandrug die zich bevindt tussen het stroomgebied van de Dommel en dat van de Aa.
Het betreft de voormalige gemene gronden van Lieshout, Gerwen, Nuenen en Stiphout. De heidevelden en voormalige stuifzanden zijn in de jaren '20 van de 20e eeuw voornamelijk beplant met Grove den en diverse sparrensoorten. Een belangrijke initiatiefnemer hiervoor was de gemeente Helmond die daartoe grote percelen in wat toen nog de gemeente Stiphout was, opkocht om daar de heide te beplanten. Van deze activiteit getuigen ook nog de kaarsrechte lanen in het gebied, die ten doel hadden om het hout af te voeren. Enkele heiderestanten en vennen zijn nog aanwezig. In het noordwesten sluit het gebied aan bij het natte natuurgebied  Ruweeuwsels.
De deelgebieden zijn:
- De Molenheide is het noordelijke deel, in de gemeente Laarbeek. Dit is voor een aanzienlijk deel een villapark.
- De Gerwense Heide in de gemeente Nuenen, Gerwen en Nederwetten. Ook hier zijn een aantal villa's gebouwd.
- De Geeneindse Heide in de gemeente Helmond
- De Papenvoortse Heide is het zuidelijke deel, in de gemeente Nuenen.

## Natuur
Het eertijds als productiebos van overwegend grove den en fijnspar aangelegde gebied vormt nu een buffer tussen de steden Eindhoven (met Nuenen) en Helmond (met Stiphout). Men streeft naar een meer afwisselend bos. In de Papenvoortse heide en rond het Kamerven komen nog enkele percelen open heide voor. Het zuidelijke deel wordt afgewisseld door enkele landbouwenclaves.
Het gebied is rijk aan paddenstoelen en ook vele vogels zijn er te vinden. Tot de broedvogels behoren: Boomleeuwerik, Roodborsttapuit, Boompieper en Geelgors.

### Vennen

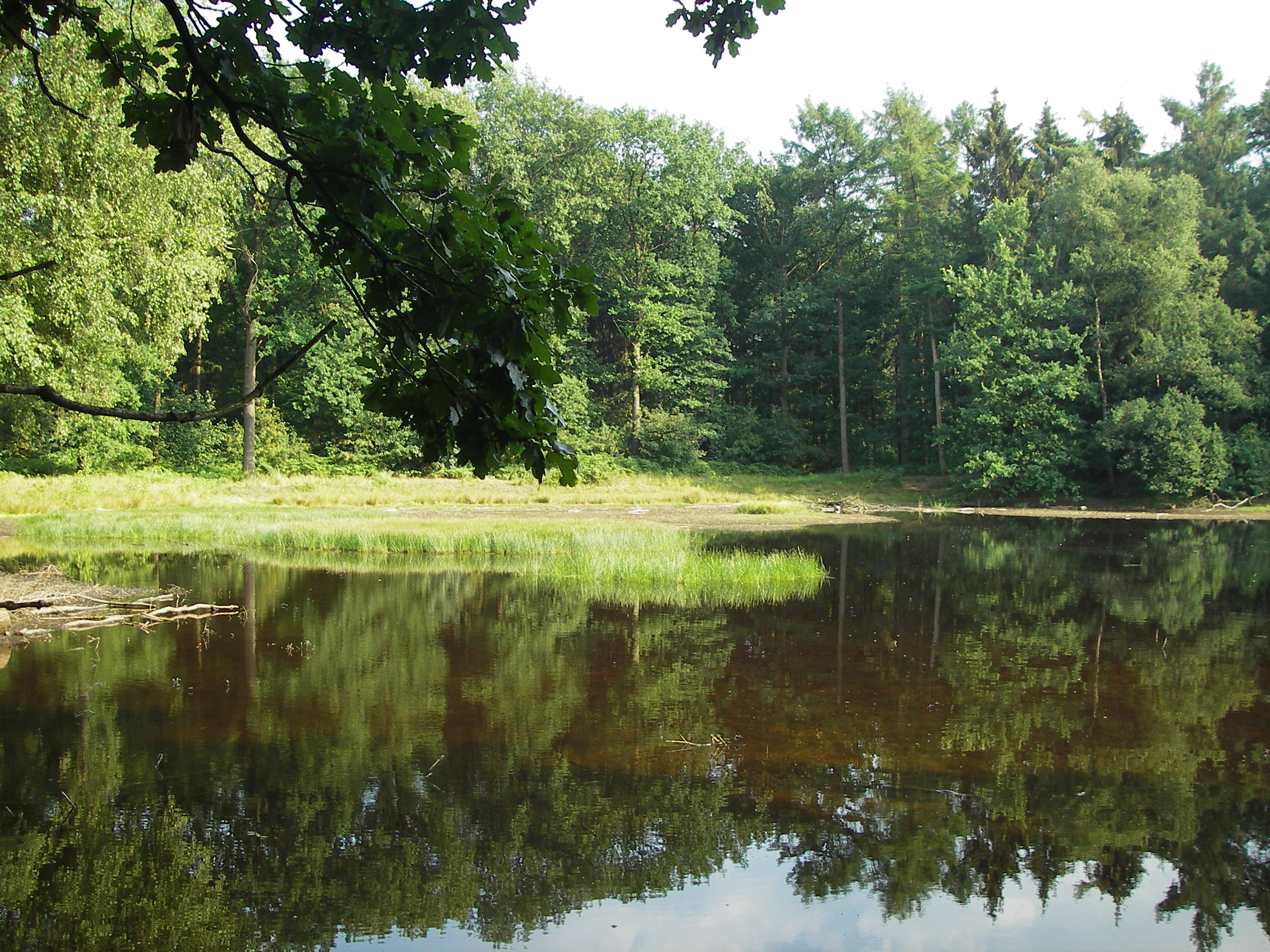
vennetje in de Stiphoutse bossen

In het gebied ligt een tiental grotere en kleinere vennen die het gebied erg verlevendigen. Het betreft onder meer: Hoolven, Wasven, Kikkerven, Kromven, Witven, De Meer en Tweetermansven.
Het Kamerven is veruit het grootste van de vennetjes in dit gebied. Dit helaas zwaar verdroogde en vaak droog staande ven wordt omgeven door een open heidegebied van ca 15 ha, zodat het een grote open ruimte vormt midden in het stilste deel van het bos. Hier is nog een groeiplaats van de Klokjesgentiaan.
De andere vennen zijn veel kleiner en liggen doorgaans midden in het bos. Vaak zijn ze min of meer vergraven bij de bebossing van het gebied. Ze waren merendeels dichtgegroeid maar zijn grotendeels opgeschoond en hebben een waardevolle plantengroei met onder meer witte snavelbies, zonnedauw en waterdrieblad.

## Recreatie
Er zijn diverse wandelingen uitgezet in het gebied, vooral in het Helmondse gedeelte. Men parkeert en vertrekt gewoonlijk vanaf de parkeerplaats halverwege ten noorden van de weg Gerwen-Stiphout Molenven, waar een aantal uitgezette wandelingen beginnen. Daarnaast is er het wandelroutenetwerk. Verder lopen ruiterpaden en een mountainbiketraject door de Stiphoutse Bossen.